# 11 Parthenope
A 11 Parthenope a Naprendszer kisbolygóövében található aszteroida. Annibale de Gasparis fedezte fel 1850. május 11-én.
Parthenopē-nek nevezték el, az egyik szirén után, amely a görög mitológiában, Nápoly városát alapította.